# Nodulosi reumatoide
Per  nodulosi reumatoide in campo medico, si intende una rara forma di malattia reumatica.  Descritti per la prima volta da medici francesi è ancora in discussione la loro autonomia come patologia. 

## Epidemiologia
Colpisce prevalentemente il sesso maschile, è una forma patologica rara. 

## Sintomatologia
Fra i sintomi e i segni clinici ritroviamo la comparsa di noduli e altre piccole masse.

## Patologie correlate
Lo si riscontra anche nella granulomatosi di Wegener mentre bisogna differenziarlo da altre malattie con i noduli quali il lupus eritematoso sistemico, sclerodermia e l'artrite reumatoide.